# تلوث من مصدر ثابت

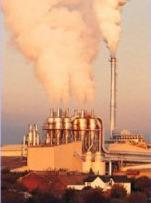
تلوث الهواء من مصادر صناعية ثابتة

التلوث من مصدر ثابت هو مصدر واحد قابل للتحديد يتسبب في التلوث الهوائي أو المائي أو الحراري أو الضوضائي أو الضوئي. ويصدر عن المصدر الثابت مقدارًا من التلوث يمكن التغاضي عنه يميزه عن الخصائص الهندسية لمصادر التلوث الأخرى. ويطلق على المصادر المصادر الثابتة؛ حيث يمكن في النمذجة الرياضية تقريبها مثل نقطة رياضية لتبسيط عملية التحليل. وتطابق مصادر التلوث الثابتة المصادر الثابتة الأخرى في الفيزياء والهندسة التطبيقية والبصريات والكيمياء وتتضمن:
- تلوث المياه من مخرج تصريف مياه صرف مصفاة النفط[1]
- التلوث الضوضائي من محرك نفاث
- الاهتزاز الزلزالي الهدام من دراسة الزلازل الموضعية
- التلوث الضوئي الناتج عن أضواء الشوارع الاجتياحية
- التلوث الحراري الناتج عن فتحة تصريف العملية الصناعية
- انبعاثات المذياع من جهاز كهربائي مولد للتداخل

تتمثل أنواع مصادر تلوث الهواء محدودة المدى في المصادر الخطية والمصادر المناطقية والمصادر الصوتية. وعادةً ما يتم تصنيف مصادر تلوث الهواء على أنها مستقرة أو متنقلة.